# Dublin South-West
Dublin South West is een kiesdistrict in de Republiek Ierland voor de verkiezing voor Dáil Éireann, het lagerhuis van het Ierse parlement. Het werd ingesteld bij de herindeling van kiesdistricten in 1948. Het kiest sinds de verkiezingen van 2016  5 leden voor Dáil Éireann. Eerder waren dat er 4.
Het district ligt in het bestuurlijke graafschap South Dublin. 
In 2016 behaalde Fine Gael, Fianna Fáil en Sinn Féin alle 1 zetel, terwijl er ook een zetel ging naar BFP en een onafhankelijke kandidaat.

## Referendum
Bij het abortusreferendum in 2018 stemde in het kiesdistrict 74,9% van de opgekomen kiezers voor afschaffing van het abortusverbod in de grondwet. 